# Держава императорская

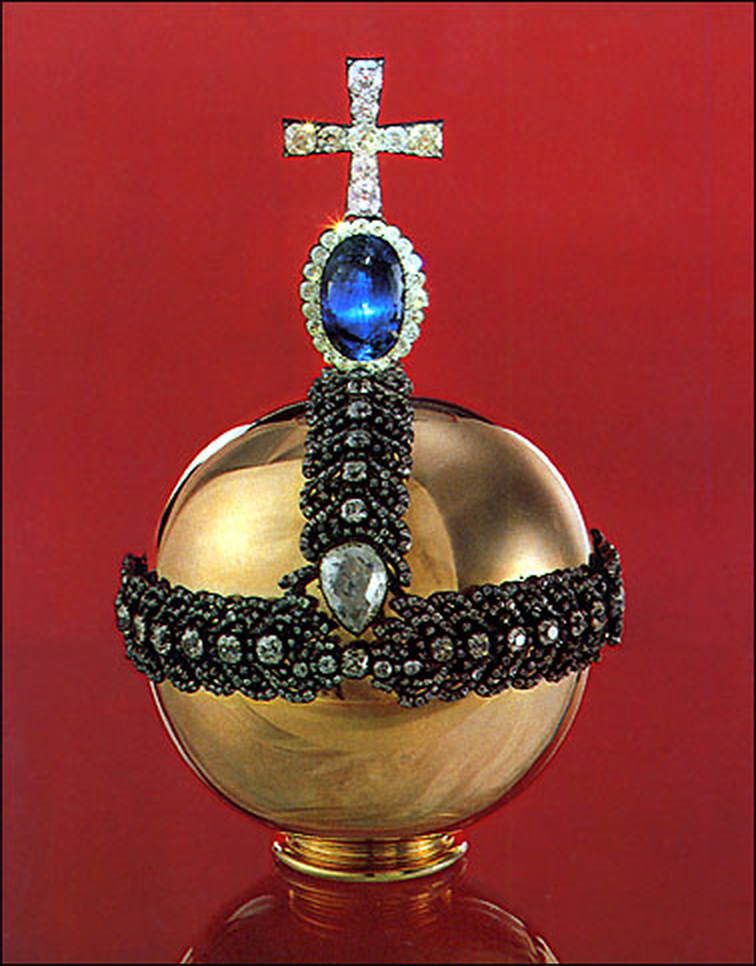
Держава императорская

Держава императорская (также «Царское яблоко») — одна из главных регалий монархов Российской империи, символ императорской власти.

## История

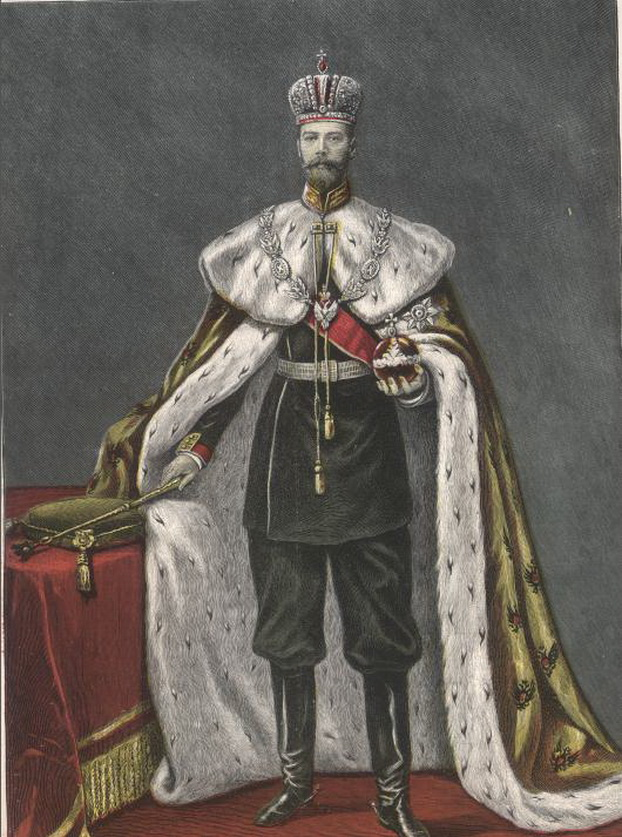
Коронационный портрет императора Николая II, держава в левой руке

При подготовке к коронации Екатерины II в 1762 году обнаружилось, что старая держава Елизаветы Петровны исчезла — драгоценные камни сняты, а золото «пущено в дело». Тогда по приказу будущей императрицы придворный ювелир Георг Фридрих Экарт за две недели изготовил новую державу. Она имела вид небольшого безукоризненно отполированного золотого шара с бриллиантовым пояском и была увенчана полуобручем с крестом.
Свой современный вид императорская держава приобрела только при императоре Павле I, в начале XIX века. Под крестом был помещён цейлонский сапфир весом 200 карат, а в центре бриллиантовых поясов — крупный бриллиант массой 46,92 карата.

## Описание
Для изготовления державы понадобилось 465,11 грамма золота, 305,07 грамма серебра, 1370 бриллиантов, общий вес которых составил 221,34 карата. 
Между ажурным бриллиантовым крестом и полуобручем помещён в окружении бриллиантов огромный сапфир величиной в 200 карат. На месте соединения полуобруча с пояском — крупный алмаз величиной 46,92 карата, совершенно чистый камень с синеватым отливом.
Высота державы с крестом — 24 см, длина окружности шара — 48 см.

## Современность
Императорская держава была отреставрирована в 1984 году сотрудниками Гохрана СССР. Работой руководили ювелиры Б. В. Иванов и Г. Ф. Алексахин, а также главный художник В. Г. Ситников.
В настоящее время императорская держава находится в собрании Алмазного фонда Российской Федерации.